# Йона (архімандрит Печерський)
Йона (Іона) I (д/н — 1509) — церковний діяч часів Великого князівства Литовського.

## Життєпис
Відомостей про нього замало. Брав активну участь у боротьбі проти архімандрита Києво-Печерського монастиря Вассіана I Шишки, якого 1508 року було позбавлено настоятельства. Тоді ж ймовірно отримав грамоту на архімандрію (на тепер не знайдено).
Найбільш відомий участю в Віленському соборі православної церкви, що почався в грудні 1508 року. Під час роботи соору помер напочатку січні 1509 року. Новим архімандритом став Протасій I.